# Chujoa netsukii
Chujoa netsukii es un insecto coleóptero de la familia Chrysomelidae.
Fue descrita científicamente en 1954 por Chujo.